# الضم السوفييتي لغاليسيا الشرقية وفولينيا وبوكوفينا

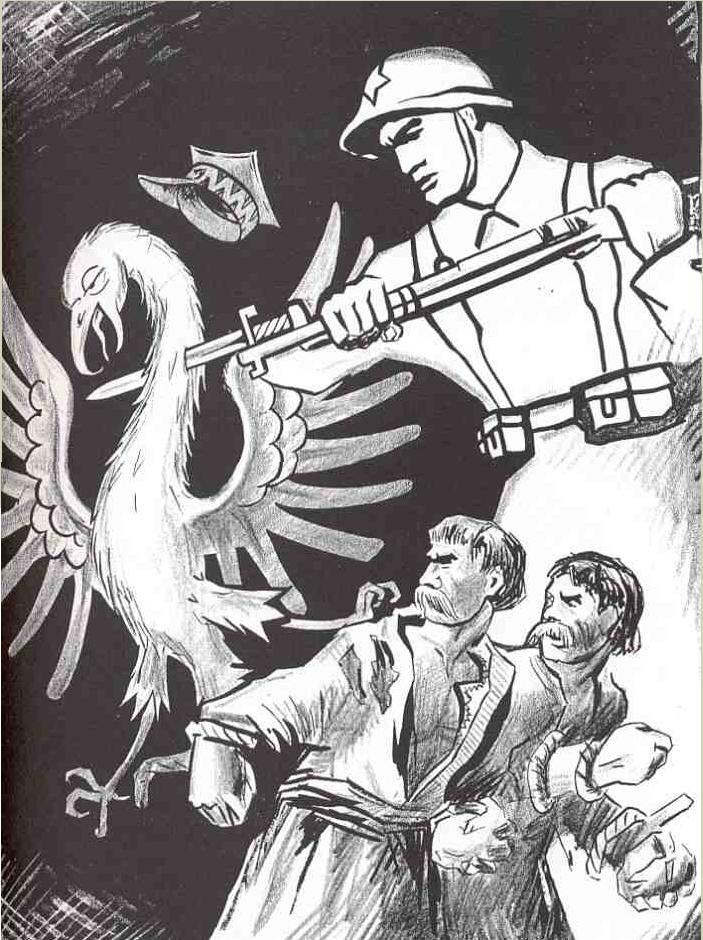

استنادًا إلى بند سري في اتفاق مولوتوف-ريبنتروب، غزا الاتحاد السوفييتي بولندا في تاريخ 17 سبتمبر عام 1939، واستولى على المقاطعات الشرقية من الجمهورية البولندية الثانية. استولي على لويو، التي تسمى حاليًا لفيف، عاصمة محافظة لويو والمدينة الرئيسية والمركز الثقافي لمنطقة غاليسيا، واحتُلّت بحلول 22 سبتمبر عام 1939 إلى جانب عواصم أخرى تتضمن ترنوبل، وبرست، وستانينسلافوف، ولوتسك، وويلنو إلى الشمال. كان سكان المحافظات الشرقية بين الحربين العالميتين من مزيج مختلط من الأعراق، مع انتشار كبير للبولنديين الأصليين واليهود البولنديين في المدن. تشكل هذه الأراضي حاليًا العمود الفقري لأوكرانيا الغربية الحديثة وغرب بيلاروسيا. في شهر يونيو من عام 1940، وجّه الاتحاد السوفييتي إنذارًا لمملكة رومانيا يطالب فيه بالتخلي عن بوكوفينيا الشمالية، وهي منطقة يقطنها عدد كبير من السكان من أصل أوكراني. أدى ضم هذه الأراضي، التي أُضيفت إلى بيلاروسيا السوفييتية وجمهورية أوكرانيا السوفييتية الاشتراكية، إلى اكتساب الدولة السوفييتية 131 ألف كيلومتر مربع (50,600 ميل مربع)، وزيادة عدد سكانها أكثر من سبعة ملايين نسمة.

## ضم النصف الشمالي من بولندا بين الحربين العالميتين
بتاريخ 17 سبتمبر عام 1939، دخل الجيش الأحمر الأراضي البولندية بناءً على البند السري من اتفاق مولوتوف-ريبنتروب بين الاتحاد السوفييتي وألمانيا النازية. أنكر الاتحاد السوفييتي لاحقًا وجود هذا البروتوكول السري، مُدعيًا أنه لم يتحالف مع الرايخ الألماني قط، وتصرف بشكل مستقل لحماية الأقليات الروثينية البيضاء (البيلاروسية الحديثة) والأوكرانية في الدولة البولندية المُنحلة. احتلت القوات السوفييتية، المؤلفة في معظمها من قوات سوفييتية من أصل أوكراني تحت قيادة المارشال سيميون تيموشينكو، المناطقَ الشرقية من بولندا خلال 12 يومًا، مستوليةً على مناطق غاليسيا وفولينيا مع قليل من المعارضة البولندية، واحتلت المدينة الرئيسية لويو بحلول 22 سبتمبر. وفقًا لما ذكره فلوديمير كوبيوفيتش، استُقبلت القوات السوفييتية بفرح كبير من قبل سكان القرى الأوكرانيين بسبب التمييز الذي مارسته الحكومة البولندية ضد الأقليات الأوكرانية في السنوات السابقة. لم يثق جميع الأوكرانيين بالنظام السوفييتي المسؤول عن المجاعة الأوكرانية في فترة 1932-1933. عمليًا، رحب الفقراء عمومًا بالسوفييت، بينما كانت تميل النخبة إلى المعارضة على الرغم من تأييدها لتوحيد أوكرانيا. ساعد الجيش السوفييتي بعد دخوله الأراضي البولندية على الفور في إقامة «إدارات مؤقتة» في المدن و«لجان للفلاحين» في القرى من أجل تنظيم انتخابات قائمة واحدة لمجلس الشعب الجديد لغرب أوكرانيا. كان الهدف من الانتخابات أن تمنح الضم صورة شرعية، لكنها لم تكن حرة أو عادلة. كان لدى الناخبين خيار بمرشح واحد، وهو غالبًا شيوعي محلي أو شخص أُرسل إلى غرب أوكرانيا من أوكرانيا السوفييتية، لكل منصب نائب؛ قدم ممثلو الحزب الشيوعي للجمعية قرارات من شأنها أن تسرع من تأميم البنوك والصناعات الثقيلة وتنقل الأراضي إلى المجتمعات الفلاحية. أُجريت الانتخابات في 22 أكتوبر عام 1939؛ أفادت الأرقام الرسمية مشاركة 93 بالمئة من الناخبين، وأيد 91 بالمئة منهم المرشحين المعينين. بناءً على هذه النتائج، تألف مجلس شعب في غرب أوكرانيا، برئاسة كيريل ستادينسكي (أكاديمي بارز وشخصية مشهورة في الحركة الاجتماعية المسيحية)، من 1,484 نائبًا. عقدوا اجتماعًا في لويو بتاريخ 26-28 أكتوبر، وخطبت فيهم نيكيتا خروشوف وممثلون آخرون من الجمهورية الاشتراكية السوفييتية الأوكرانية. صوت مجلس الشعب بالإجماع لشكر ستالين على التحرير وأرسلوا وفدًا برئاسة ستودينسكي إلى موسكو للمطالبة بشكل رسمي بضم الأراضي إلى جمهورية أوكرانيا الاشتراكية السوفييتية. في 1 نوفمبر عام 1939، صوت المجلس الأعلى السوفييتي للقيام بذلك، وبتاريخ 15 نوفمبر، أُصدر قانون يعتبر الأراضي البولندية الشرقية السابقة جزءًا من جمهورية أوكرانيا الاشتراكية السوفييتية.